# Hans-Joachim von Falkenhausen
Hans-Joachim Ernst Alexander Robert von Falkenhausen (Brzeg, 5 ottobre 1897 – Berlino, 2 luglio 1934) è stato un militare tedesco.

## Biografia
Hans-Joachim von Falkenhausen nacque nel 1897 come settimo figlio di Alexander Freiherr von Falkenhausen (1844-1909) e di sua moglie Elisabeth
In gioventù Falkenhausen ha partecipato alla prima guerra mondiale, dove ha perso una gamba, che ha sostituito con una protesi.
Intorno al 1930 Falkenhausen si unisce al movimento nazista: entra a far parte del NSDAP e del SA, il primo gruppo paramilitare del partito.
Nel 1933 Falkenhausen è stato nominato Capo di Stato Maggiore.
Il 30 giugno 1934 (Notte dei lunghi coltelli), è stato arrestato, e 2 giorni dopo assassinato, dopo essere stato torturato.